# 붉은 마피아
"붉은 마피아"는 한국에서 제작된 왕호 감독의 1994년 액션 영화이다. 왕호 등이 주연으로 출연하였고 김용돌 등이 제작에 참여하였다.

## 출연

### 주연
- 왕호

## 기타
- 조명: 전명천